# جون نولان (لاعب كرة قدم)
جون نولان (بالإنجليزية: Jon Nolan)‏ هو لاعب كرة قدم بريطاني، ولد في 22 أبريل 1992 في Huyton ‏ في المملكة المتحدة. لعب مع ستوكبورت كونتي وغريمسبي تاون ونادي إيفرتون.

## وصلات خارجية
- جون نولان على موقع قاعدة بيانات كرة القدم.إي يو (الإنجليزية)
- جون نولان على موقع Soccerbase.com (لاعب) (الإنجليزية)
- جون نولان على موقع Soccerway.com (الإنجليزية)